# La Apartada

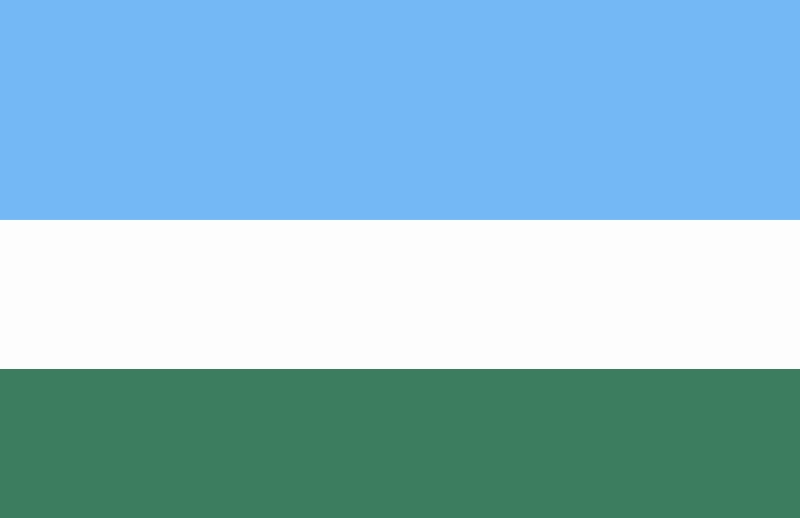
Bandeira de La Apartada.

La Apartada é um município da Colômbia, localizado no departamento de Córdoba.